# Spiroceratium bicknellii
Spiroceratium bicknellii är en växtart i släktet Spiroceratium och familjen flockblommiga växter. Arten, som är ensam i sitt släkte, beskrevs av John Isaac Briquet, och fick sitt nu gällande namn av Hermann Wolff.

## Utbredning
Arten är inhemsk på Balearerna.